# Brian Chituwo
Brian Chituwo (* 1. Juni 1947) ist ein Politiker aus Sambia und Arzt mit der Spezialrichtung Orthopädische Chirurgie.
Brian Chituwo hält mehrere akademische Abschlüsse auf dem Gebiet der Medizin: B. Sc. (Human Biology), M. Sc. (Orthopaedics) sowie M.B Ch.B. (Bachelor of Medicine & Bachelor of Surgery) an der Universität von Sambia und ein Zertifikat für General Aviation Medicine (GAM). Ferner absolvierte er am Royal College of Surgeons of Edinburgh eine Ausbildung, wodurch er den Status Fellow of the Royal College of Surgeons of Edinburgh (FRCS) erlangte.
Chituwo ist pensionierter Brigadegeneral und seit 2002 Mitglied der Nationalversammlung Sambias für den Wahlkreis Mumbwa. Er wurde Januar 2002 Gesundheitsminister und 2005 wegen einer Kabinettsumbildung Erziehungsminister. Nach den Wahlen in Sambia 2006 wurde er Minister für Wissenschaft und Technologie.
Am 24. April 2007 berief man ihn zum Gesundheitsminister.
Chituwo wurde 2017 von der Anti-Korruptionskommission wegen eines Interessenkonflikts verhaftet. Da er als leitender Mitarbeiter und Anteilseigner der Firma Blue Sky FM Limited an einer Ratssitzung des Distrikts Mumbwa (Zentralprovinz) teilgenommen über eine Finanzzuwendung aus dem öffentlichen Constituency Development Fund (CDF) teilgenommen und diese unternehmerischen Funktionen zuvor nicht schriftlich anzeigt hatte, trug er zu einem Befangenheitstatbestand in der Sache wesentlich bei. In dessen Folge verurteilte ihn das Magistratsgericht in Mumbwa im Jahre 2018 zu einem Jahr Gefängnishaft mit Zwangsarbeit auf zweijährige Bewährung. Zudem wurde ihm gegen eine weitere Haftandrohung (1 Monat) auferlegt, eine Summe von 70.000 Kwacha zurückzuzahlen und technische Ausrüstungsobjekte des Senders an staatliche Stellen abzutreten.